# Anolis altavelensis
Espèce
Synonymes
- Ctenonotus altavelensis (Noble & Hassler, 1933)

Anolis altavelensis est une espèce de sauriens de la famille des Dactyloidae. 

## Répartition
Cette espèce est endémique de l'île Alto Velo dans la province de Pedernales en République dominicaine.

## Description
Les mâles mesurent jusqu'à 47 mm et les femelles jusqu'à 44 mm.

## Étymologie
Son nom d'espèce, composé de altavel[o] et du suffixe latin -ensis, « qui vit dans, qui habite », lui a été donné en référence au lieu de sa découverte.

## Publication originale
- Noble & Hassler, 1933 : Two new species of frogs, five new species and a new race of lizards from the Dominican Republic. American Museum Novitates, no 652, p. 1-17 (texte intégral).